# Sainte-Honorine-des-Pertes
Pour les articles homonymes, voir Sainte-Honorine.
Sainte-Honorine-des-Pertes est une ancienne commune française, située dans le département du Calvados en région Normandie, peuplée de 536 habitants.

## Géographie
Sainte-Honorine-des-Pertes est une commune littorale sur la mer de la Manche située dans un creux de la falaise, à quatre kilomètres à l'ouest de Port-en-Bessin-Huppain et à 12 kilomètres au nord-ouest de Bayeux.

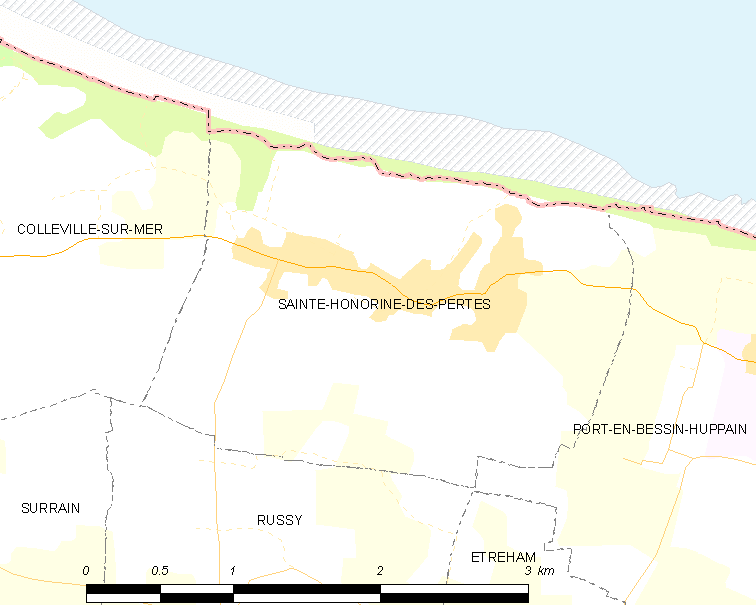
Carte de la commune.

|                    | Mer de la Manche                   |                        |
| Colleville-sur-Mer | Sainte-Honorine-des-Pertes         | Port-en-Bessin-Huppain |
|                    | Aure sur Mer (comm. dél. de Russy) | Étréham                |

## Toponymie
Le nom de la localité est mentionné sous les formes [in suo portu quod] Pertis [vocatur] fin XIe siècle, [Serlo de] Pertes en 1198, [parocchia de] Pertis [supra mare] en 1261, Sancta Honorina de Pertis au XIVe siècle.
Sainte Honorine tire son nom de Sainte Honorine, martyre gauloise.
Selon un ouvrage ancien, les pertes en questions seraient les déperditions (résurgences) de l'Aure, qui disparaît sous terre au nord de Bayeux, au lieu-dit la Fosse Soucy, pour plonger sous les falaises de la côte, ressurgissant sur les platiers de Port-en-Bessin et Sainte-Honorine.
Les travaux plus récents ne reprennent pas cette hypothèse, incompatible avec les formes anciennes Pertis / Pertes en latin médiéval et non pas *Perditus / *Perdita de perditus / perdita « perte » (contrairement à Pertheville-Ners, Calvados, qui au contraire, remonte bien à un Perdita villa mentionné au XIIe siècle). René Lepelley considère le déterminant Pertes simplement comme obscur, tandis que François de Beaurepaire reprend la proposition de Michel Tamine et Xavier Delamarre qui voient dans le type toponymique Perthes, Perte(s), un mot issu d’un radical gaulois pert- qui signifierait « buisson, haie » cf. gallois perth « buisson, haie » et que l'on retrouve dans le nom de la déesse gauloise des jardins clos Perta et avec un suffixe dans le nom du Perche (Pertica).

## Histoire
Au XVe siècle, le fief de Sainte-Honorine-des-Pertes est tenu par la famille Marguerie, en l'espèce Pierre, décédé le 15 août 1460.

## Politique et administration
| Période                                  | Période       | Identité         | Étiquette | Qualité                        |
| ---------------------------------------- | ------------- | ---------------- | --------- | ------------------------------ |
| Les données manquantes sont à compléter. |               |                  |           |                                |
| 1995                                     | mars 2008     | Raymond Birabent | SE        | Éducateur technique spécialisé |
| mars 2008                                | décembre 2016 | Jean Vally       | SE        | garagiste                      |

## Démographie
L'évolution du nombre d'habitants est connue à travers les recensements de la population effectués dans la commune depuis 1793. À partir du 1er janvier 2009, les populations légales des communes sont publiées annuellement dans le cadre d'un recensement qui repose désormais sur une collecte d'information annuelle, concernant successivement tous les territoires communaux au cours d'une période de cinq ans. 
Pour les communes de moins de 10 000 habitants, une enquête de recensement portant sur toute la population est réalisée tous les cinq ans, les populations légales des années intermédiaires étant quant à elles estimées par interpolation ou extrapolation. Pour la commune, le premier recensement exhaustif entrant dans le cadre du nouveau dispositif a été réalisé en 2007,.
En 2021, la commune comptait 536 habitants, en évolution de −3,07 % par rapport à 2015 (Calvados : +1,58 %, France hors Mayotte : +2,49 %).
| 1793 | 1800 | 1806 | 1821 | 1831 | 1836 | 1841 | 1846 | 1851 |
| ---- | ---- | ---- | ---- | ---- | ---- | ---- | ---- | ---- |
| 640  | 577  | 604  | 529  | 553  | 496  | 359  | 556  | 547  |

| 1856 | 1861 | 1866 | 1872 | 1876 | 1881 | 1886 | 1891 | 1896 |
| ---- | ---- | ---- | ---- | ---- | ---- | ---- | ---- | ---- |
| 523  | 493  | 497  | 512  | 204  | 468  | 468  | 449  | 465  |

| 1901 | 1906 | 1911 | 1921 | 1926 | 1931 | 1936 | 1946 | 1954 |
| ---- | ---- | ---- | ---- | ---- | ---- | ---- | ---- | ---- |
| 388  | 390  | 358  | 374  | 334  | 316  | 316  | 376  | 346  |

| 1962 | 1968 | 1975 | 1982 | 1990 | 1999 | 2007 | 2012 | 2017 |
| ---- | ---- | ---- | ---- | ---- | ---- | ---- | ---- | ---- |
| 333  | 293  | 310  | 371  | 391  | 415  | 571  | 568  | 541  |

| 2019 | - | - | - | - | - | - | - | - |
| ---- | - | - | - | - | - | - | - | - |
| 533  | - | - | - | - | - | - | - | - |

## Économie
La commune se situe dans la zone géographique des appellations d'origine protégée (AOP) Beurre d'Isigny et Crème d'Isigny.

## Lieux et monuments

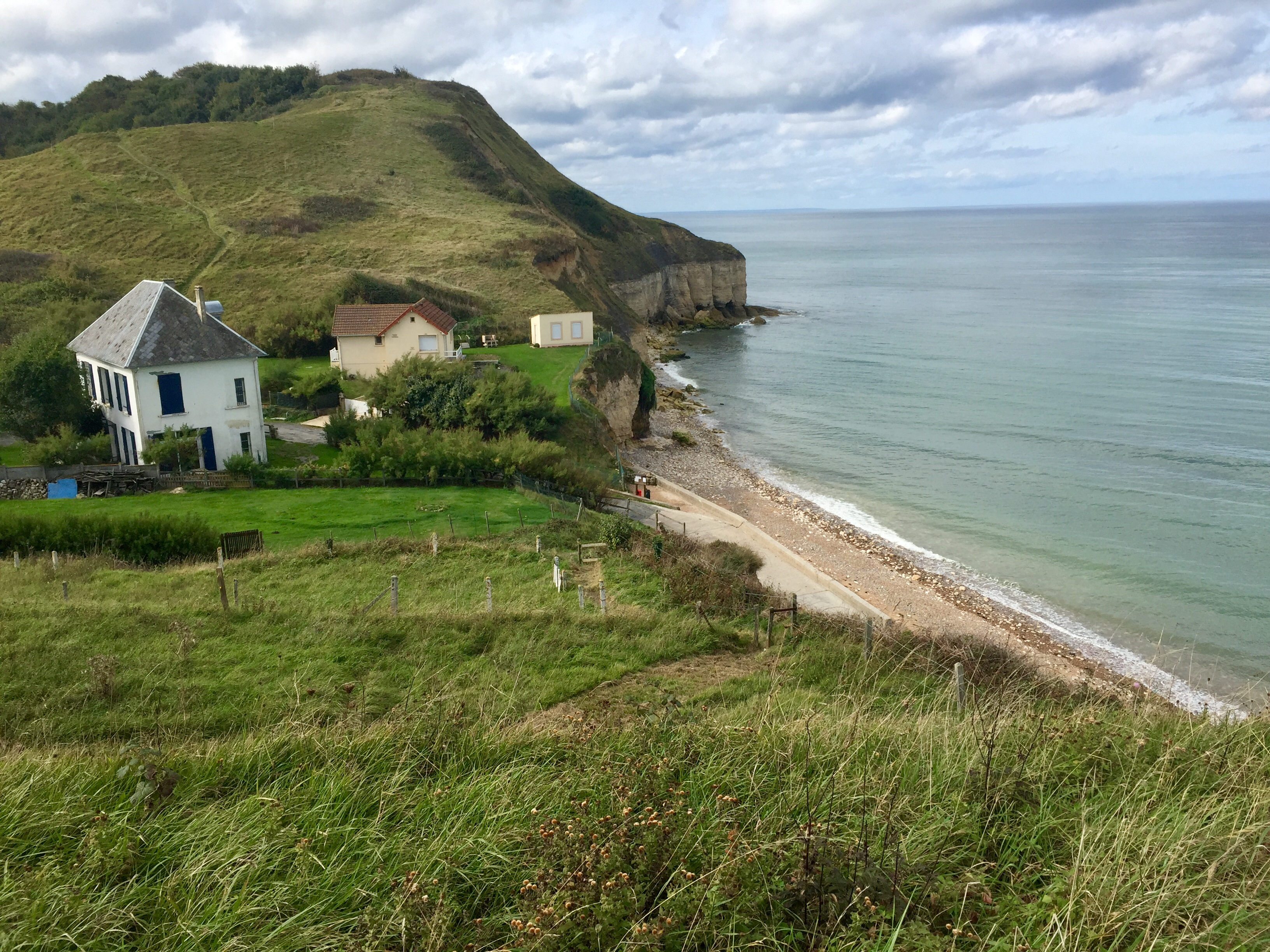
Vue sur la plage et sur le WN59.

- Église Sainte-Honorine du XIIIe siècle inscrite au titre des monuments historiques[16].
- Lavoir.
- Chapelle Saint-Siméon (en ruine depuis 1944), ancien lieu de pèlerinage grâce à sa source censée guérir des fièvres.
- La falaise est un site géologique protégé. Au colloque sur le Jurassique du Luxembourg de 1962, la section stratigraphique de Sainte-Honorine-des-Pertes a été proposée et acceptée pendant plusieurs années (avant d'être remplacée par une section au Portugal) en tant que stratotype du Bajocien, qui est un étage stratigraphique du Jurassique moyen ou Dogger, correspondant à une durée d'environ 2 millions d'années, pour un âge compris entre -170,3 ± 1,4 et -168,3 ± 1,3 million d'années, décrit par Alcide Dessalines d'Orbigny.
- La maison où est tournée la scène avec Fernand Ledoux et Pauline Carton dans le film Le Jour le plus long se trouve à Sainte-Honorine-des-Pertes.

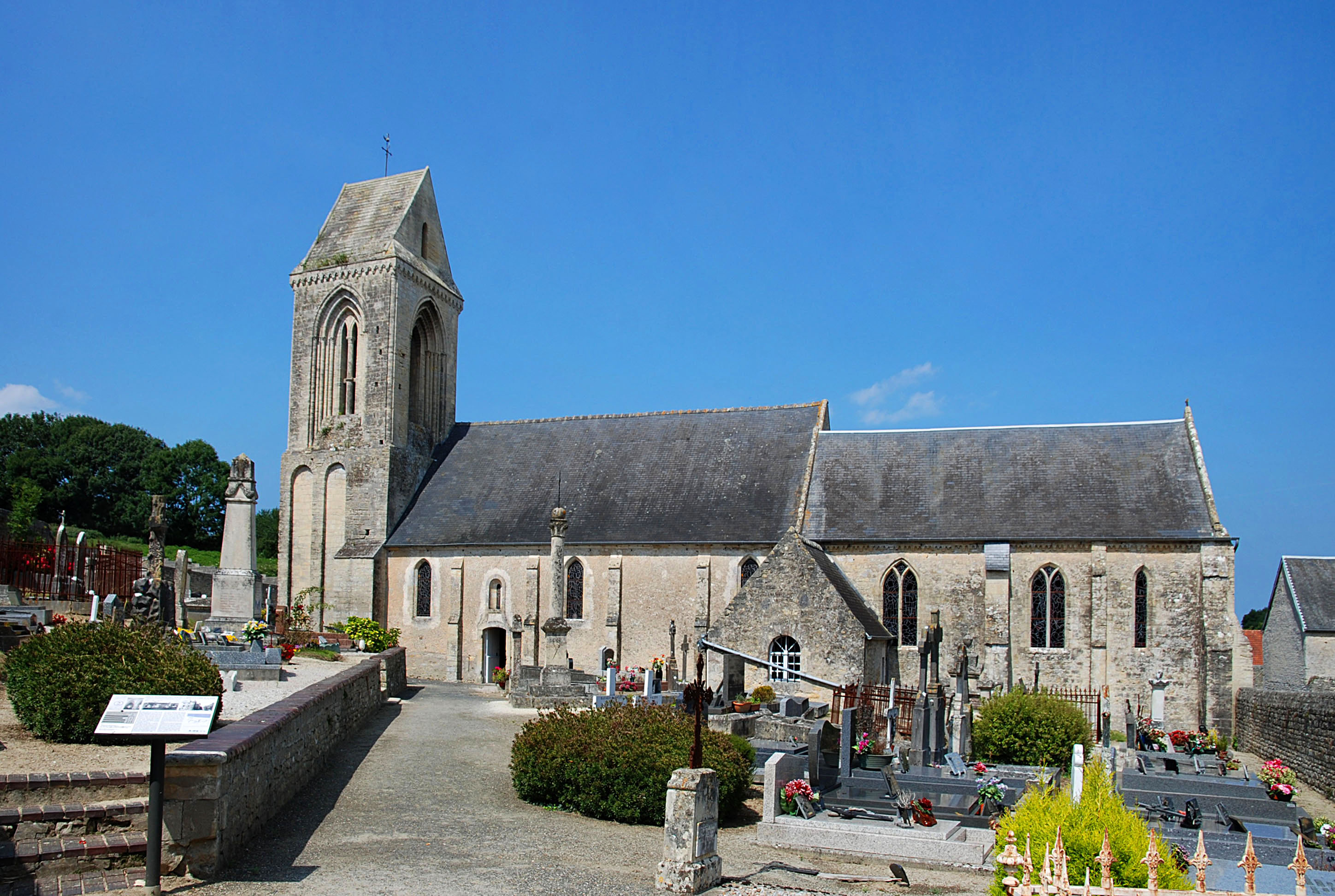
L'église Sainte-Honorine. Vue sud.
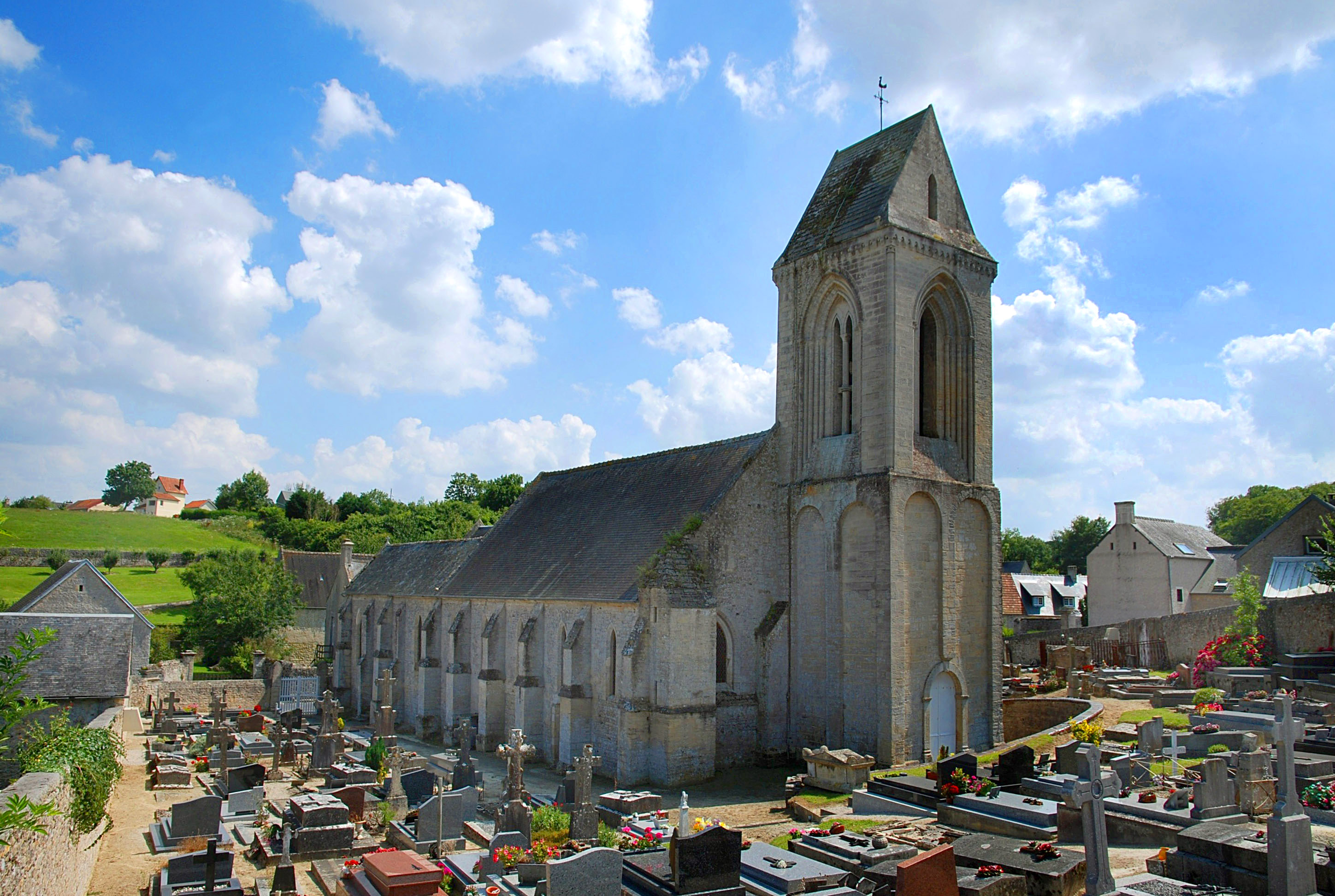
L'église Sainte-Honorine. Vue nord-ouest.
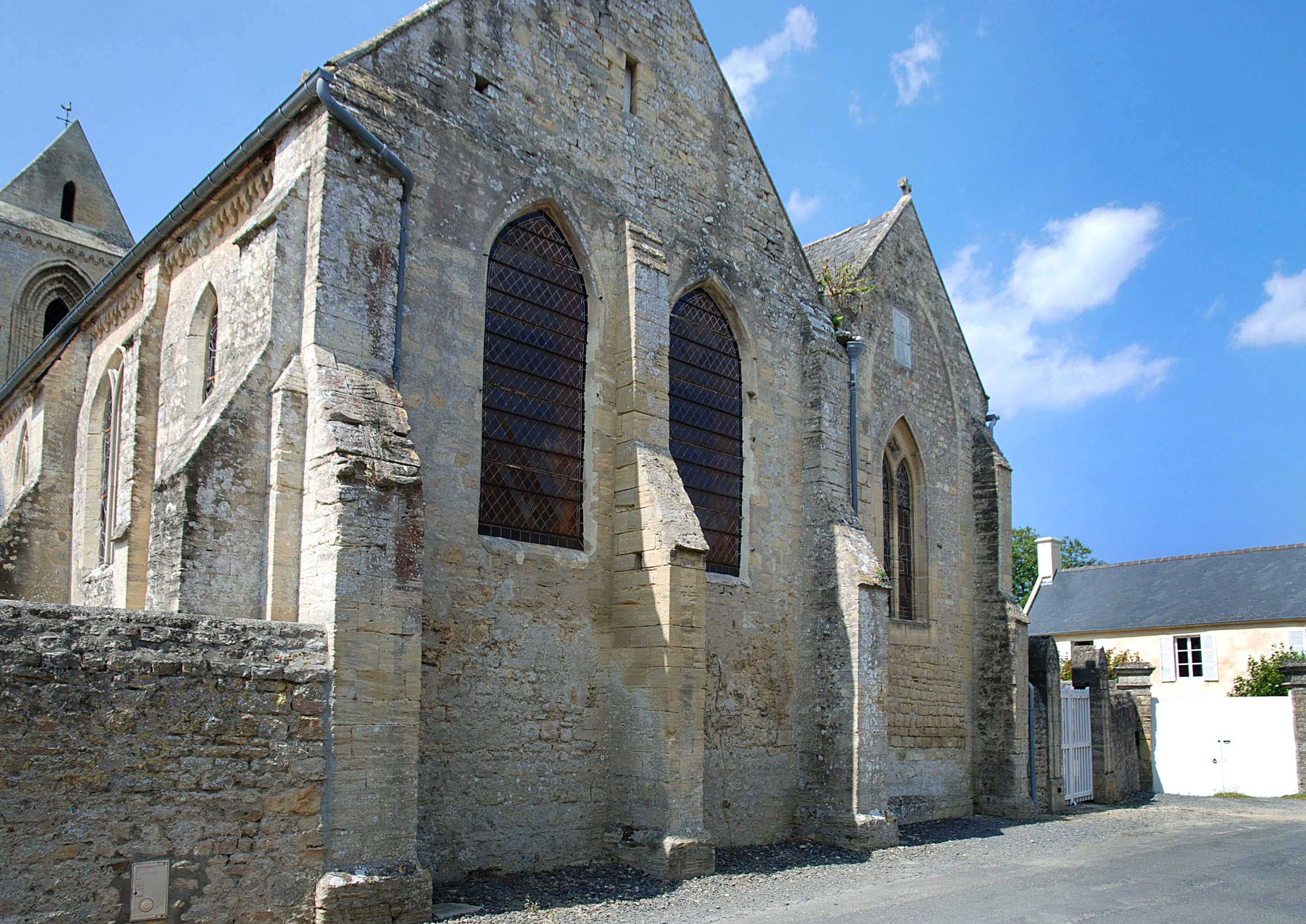
Le chevet de l'église Sainte-Honorine.
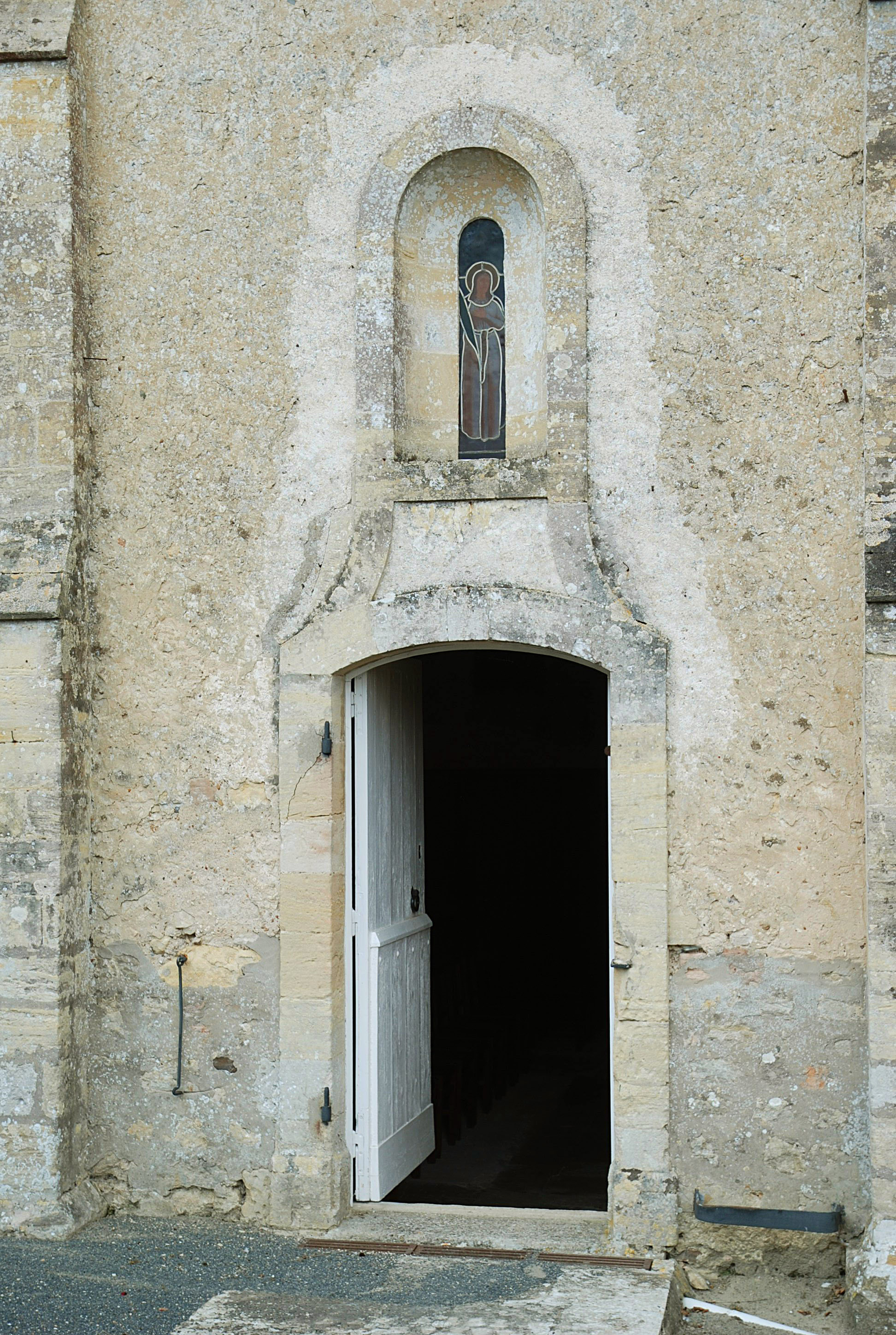
La porte sud de l'église Sainte-Honorine.
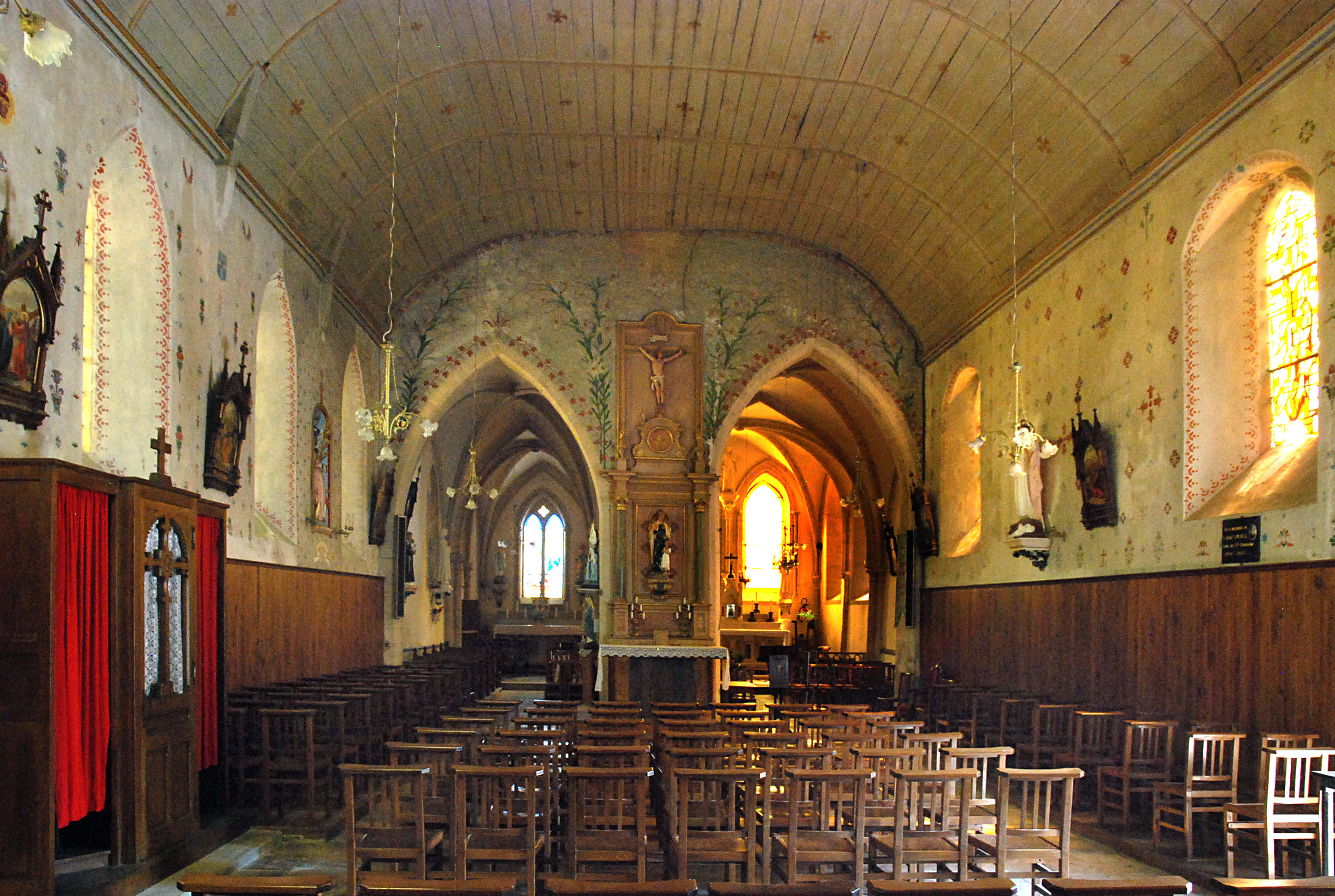
La nef de l'église Sainte-Honorine.
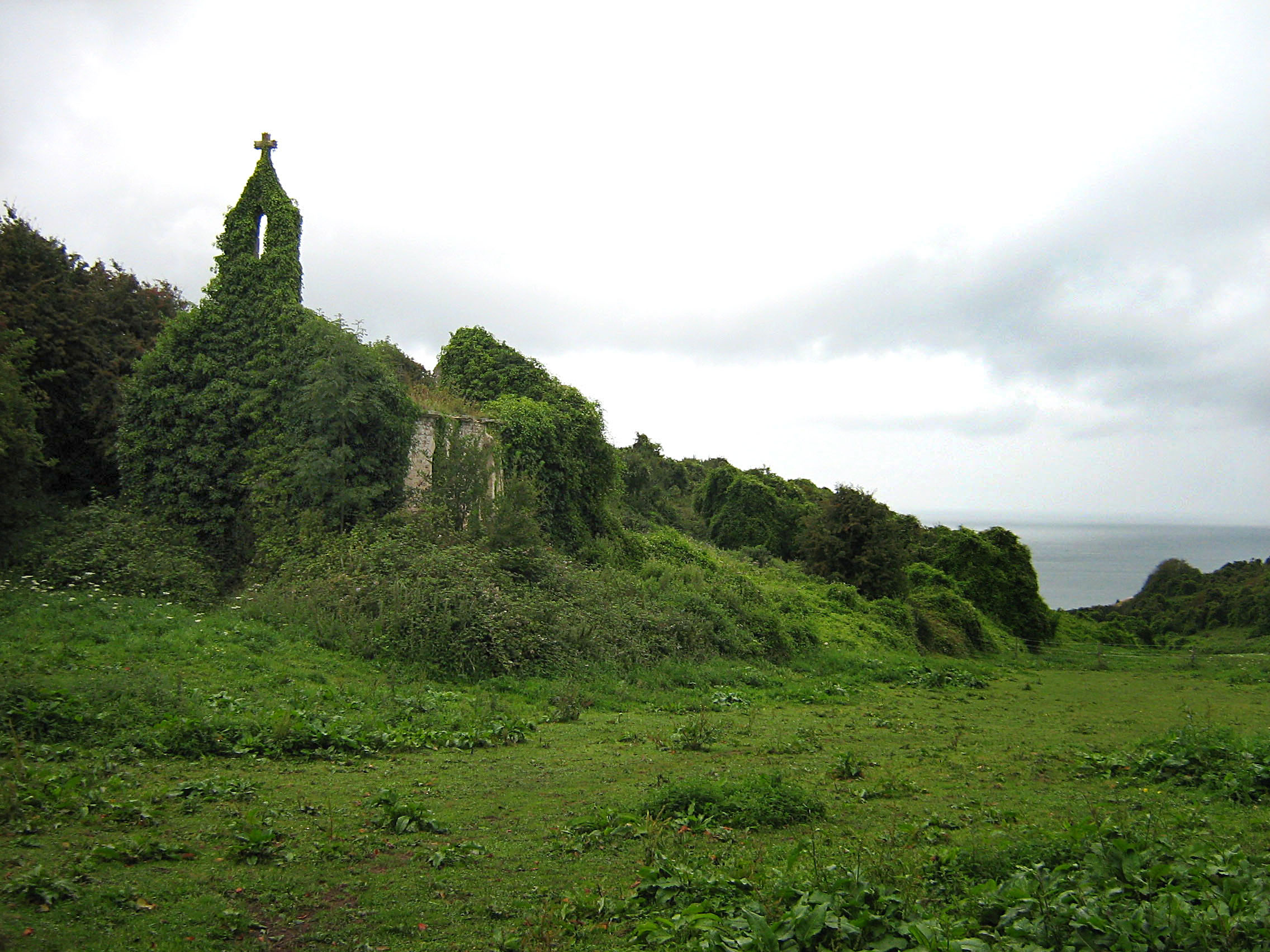
La chapelle Saint-Siméon.

## Personnalités liées à la commune
- Nicolas-Claude Duval-le-Roy (Sainte-Honorine-des-Pertes 1739 – 1810), mathématicien et hydrographe.